# Käthe Bewig
Katharina Bewig, genannt Käthe (* 20. Januar 1881 in Braunschweig; † 19. Juni 1957 ebenda) war eine deutsche Malerin.

## Leben
Die Tochter des Bankdirektors Louis Bewig studierte an der Braunschweiger Kunstgewerbeschule bei Hans Herse. Sie setzte ihre Studien in Berlin bei G. L. Meyer und Martin Brandenburg fort und kehrte in ihre Heimatstadt zurück, wo sie 1917 im Herzoglichen Museum ausstellte. An der Braunschweiger Kunstgewerbeschule lehrte sie von 1928 bis 1932 Kostümzeichnen und war danach ausschließlich als freie Malerin tätig. Sie war Mitglied des 1920 gegründeten Braunschweiger Zehnerbundes bildender Künstler und des „Jakob-Hofmann-Kreises“. Vom 18. April bis 15. Mai 1946 fand im Städtischen Museum Braunschweig eine Ausstellung ihrer Werke statt.

## Werke
Bewig arbeitete vor allem als Porträtmalerin (u. a. Bildnisse der Künstlerkollegen Jakob Hofmann, Kurt Mohr, Margarethe Raabe). Daneben schuf sie Stillleben, Landschaften, Braunschweiger Stadtansichten (u. a. Braunschweiger Burgplatz, 1944) und Industriedarstellungen (u. a. Hüttenwerk Oker). Ihre Werke befinden sich im Besitz des Städtischen Museums Braunschweig und des Braunschweigischen Landesmuseums.